# Cerkiew Świętych Cyryla i Metodego w Maćkowiczach
Cerkiew pod wezwaniem Świętych Cyryla i Metodego – prawosławna cerkiew filialna w Maćkowiczach. Należy do parafii Narodzenia Przenajświętszej Bogurodzicy w Mielniku, w dekanacie Siemiatycze diecezji warszawsko-bielskiej Polskiego Autokefalicznego Kościoła Prawosławnego.

## Historia

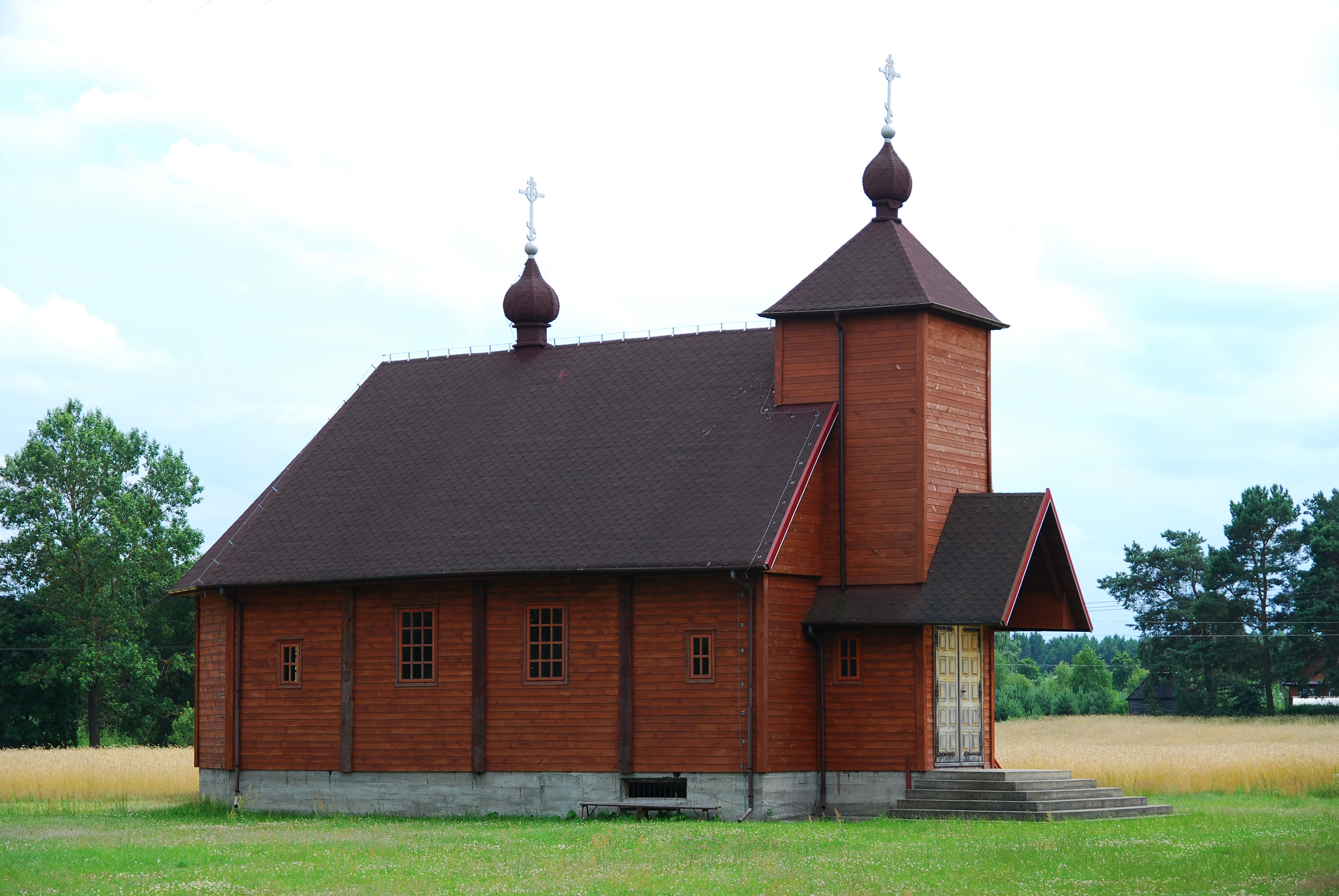
Widok cerkwi z drogi do Mielnika (2009)

Cerkiew została wybudowana w latach 1995–1997 przez Włodzimierza Sołomiankę ze wsi Siemiatycze-Stacja. Konsekracja świątyni miała miejsce 24 maja 1997 r.
Wiosną 2014 r. wokół świątyni zbudowano betonowo-metalowe ogrodzenie.

## Architektura
Budowla drewniana, o konstrukcji zrębowej, jednonawowa, salowa (bez wyodrębnionego prezbiterium), zamknięta trójbocznie. Wieża-dzwonnica częściowo osadzona na nawie, zwieńczona dachem namiotowym z kopułką. Dach cerkwi jednokalenicowy z wieżyczką, także zwieńczoną kopułką.

## Nabożeństwa
Nabożeństwa w cerkwi odprawiane są przez duchowieństwo z Mielnika w każdą niedzielę oraz 24 maja (11 maja według starego stylu) – w uroczystość patronów świątyni.